# Ефект штурмовика

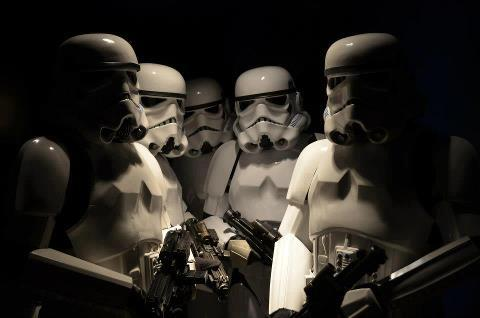
Імперські штурмовики на честь яких був названий термін

Ефект штурмовика або синдром штурмовика (англ. Stormtrooper effect) — кіноматографічне та літературне кліше, який полягає в тому що другорядні персонажі/масовка/гарматне мясо в голівудських блокбастерах, літературі та комікасах неадекватно слабкі перед голованим героєм. Термін був вперше вживаний кінокритиком Роджером Ебертом. Термін пішов від імперських штурмовиків з меідафраншизи Зоряні війни, які не дивлячись на близьку відстань, добре володіння зброї та хороші бойові показаники з другорядними персонажіами, були абсолюто нездатні поцілити з бластерів у протагоніста. Зазвичай такий прийом існує для створення напруги для глядачів або підкреслення бойогових здібності інших персонажів.

## Форма ймовірності
{\displaystyle P_{\mathrm {hit} }=C\cdot {\frac {\left(x-0{,}5\right)^{1{,}5}}{n+{\left(J+1\right)}^{10}}},}
- Phit — ймовірність попадання штурмока в героя;
- C — стандартна константа;
- n —число лиходіїв, що беруть участь в бою;
- x — число позитивних герої;
- J — число джедаїв.

## Прояв кліше
- "Гарматне м'ясо" що не здатне заподіяти шкоду голованому герою попри свої навички.
- Коли головний герой отримує поранення, воно виявляється незначним.
- Коли ж головний герой отримує серйознішу рану, це служить для створення напруги глядачеві і ніяк не впливає на боєздатність героя.
- "Гарматне м'ясо" ефективне проти іншого "гарматного м'яса", однак коли справа доходить головних героїх, у них зникають навички що-небудь йому заподіяти.
- Навіть з потужною бронею та оснащенням, "гарматне м'ясо" вмирає від одного пострілу.

## Фільми характерні кліше
- Серія фільмів Зоряні війни
- Фільми про Індіану Джонса
- Фільми про Рембо
- Фільм "Коммандо"
- Фільми про Джона Уіка.